# St. John (Missouri)
St. John ist eine Stadt im St. Louis County im US-Bundesstaat Missouri. Das U.S. Census Bureau hat bei der Volkszählung 2020 eine Einwohnerzahl von 6.643 ermittelt.

## Geographie
Die Koordinaten von St. John liegen bei 38°42'58" nördlicher Breite und 90°20'45" westlicher Länge.
Nach Angaben der United States Census 2010 erstreckt sich das Stadtgebiet von St. John über eine Fläche von 3,68 Quadratkilometer (1,42 sq mi).

## Bevölkerung
Nach der United States Census 2010 lebten in St. John 6517 Menschen verteilt auf 2624 Haushalte und 1658 Familien. Die Bevölkerungsdichte betrug 1770,9 Einwohner pro Quadratkilometer (4589,4/sq mi).
Die Bevölkerung setzte sich 2010 aus 67,4 % Weißen, 24,3 % Afroamerikanern, 1,8 % Asiaten, 0,4 % amerikanischen Ureinwohnern, 2,9 % aus anderen ethnischen Gruppen und 3,3 % stammten von zwei oder mehr Ethnien ab.
In 32,1 % der Haushalten lebten Personen unter 18 Jahre und in 8,8 % Menschen die 65 Jahre oder älter waren. Das Durchschnittsalter betrug 36,3 Jahre und 48,0 % der Einwohner waren Männlich.

## Belege
1. ↑  Explore Census Data Total Population in St. John city, Missouri. Abgerufen am 2. Februar 2023.
2. ↑   United States Census
3. ↑   American Fact Finder